# Adriano Bompiani
Adriano Bompiani (Roma, 19 de febrero de 1923 - Roma, 18 de junio de 2013) fue un ginecólogo y cirujano italiano, especialista en bioética.

## Vida personal
Profesor de la universidad, desde 1964 fue profesor en la cátedra de fisiología y patología de la reproducción humana en Milán. De 1969 a 1996 dirigió el Instituto de Obstetricia y Ginecología de la Universidad Católica Policlínico Gemelli, creando escuela.
Elegido senador en 1976, trabajó en la defensa y promoción de los valores esenciales para la vida civil, tales como la protección de la vida, la salud y la cultura. Bompiani fue presidente de la Comisión de Salud desde 1983 hasta 1987 y presidente de la Comisión de Educación de 1987 a 1990. Bajo el gobierno de Giuliano Amato (1992-1993) Bompiani fue Ministro de Asuntos Sociales.
Trabajó durante mucho tiempo en cuestiones relacionadas con la bioética. Fue el primer presidente del Comité Italiano de Bioética, creado por la Presidencia del Consejo de Ministros y fundado en 1990. A menudo participa en los trabajos del Comité de Bioética del Consejo de Europa. Colaboró en la redacción del Convenio Europeo sobre los Derechos Humanos y la Biomedicina.
Participó en las sesiones de la Comisión de Bioética de la UNESCO para la redacción de la Declaración Universal sobre el Genoma Humano y los Derechos Humanos. En la actualidad es presidente del Hospital pediátrico "Bambino Gesù" y miembro del Comité Directivo para la Bioética del Consejo de Europa.
Miembro honorario de la Academia Pontificia para la Vida.
En 1986 recibió el Premio Internacional Medalla de Oro al mérito de la Cultura Católica.

## Obras
Bompiani es autor de una numerosa bibliografía. Pueden destacarse:
- Bioetica in Italia. Lineamenti e tendenze, EDB, 1992
- Bioetica dalla parte dei deboli, EDB, 1995
- Bioetica in medicina, CIC, Ed internazionali, 1996
- Bioetica ed etica medica nell'Europa occidentale, Ed Istituto internazionale studi sui diritti dell'uomo e la biomedicina, 1997
- Genetica e medicina prenatale, aspetti clinici, bioetici, giuridici, ESI edizioni, Napoli, 1999
- Consiglio d'Europa, diritti umani e biomedicina. Genesi della Convenzione di Oviedo e dei Protocolli, Studium, Roma 2009, ISBN 978-88-382-4073-7